# Raphael p’Mony Wokorach
Raphael p’Mony Wokorach MCCJ (* 21. Januar 1961 in Ojigo) ist ein ugandischer Ordensgeistlicher und römisch-katholischer Erzbischof von Gulu.

## Leben
Raphael p’Mony Wokorach besuchte zunächst das St. Charles Lwanga College in Koboko und von 1975 bis 1979 das Kleine Seminar in Arua. Anschließend trat p’Mony Wokorach der Ordensgemeinschaft der Comboni-Missionare bei und legte am 29. April 1989 die erste Profess ab. Von 1988 bis 1989 studierte er Philosophie am Uganda Martyrs National Major Seminary in Alokolum und von 1989 bis 1993 Katholische Theologie am Tangaza University College in Nairobi. Nachdem er am 12. Oktober 1992 die ewige Profess abgelegt hatte, empfing er am 25. September 1993 in Wadelai durch den Bischof von Gulu, Martin Luluga, das Sakrament der Priesterweihe.
P’Mony Wokorach war zunächst in der Pfarrseelsorge tätig, bevor er 1994 als Missionar nach Zaire entsandt wurde. Dort wurde er Ausbilder der Postulanten und Ökonom der Niederlassung seiner Ordensgemeinschaft in Kisangani. 2001 wurde er Ausbilder der Postulanten der Comboni-Missionare in Togo. Von 2003 bis 2007 wirkte Raphael p’Mony Wokorach als Ausbilder am internationalen Theologat der Comboni-Missionare in Chicago. Er lehrte von 2007 bis 2015 am Tangaza University College in Nairobi. Daneben war er von 2011 bis 2013 Mitglied des Provinzialrats und Vize-Provinzial der kenianischen Ordensprovinz seiner Ordensgemeinschaft. 2015 wurde Raphael p’Mony Wokorach Apostolischer Visitator und 2018 Päpstlicher Kommissar der Ordensgemeinschaft der Apostel Jesu.
Am 31. März 2021 ernannte ihn Papst Franziskus zum Bischof von Nebbi. Der Erzbischof von Gulu, John Baptist Odama, spendete ihm am 14. August desselben Jahres in der Kathedrale Immaculate Heart of Mary in Nebbi die Bischofsweihe; Mitkonsekratoren waren der Bischof von Kotido, Giuseppe Filippi MCCJ, und der Bischof von Lira, Sanctus Lino Wanok, sowie der Apostolische Nuntius in Uganda, Erzbischof Luigi Bianco.
Papst Franziskus bestellte ihn am 22. März 2024 zum Erzbischof von Gulu. Die Amtseinführung erfolgte am 12. Juli desselben Jahres.